# Montipora digitata
Montipora digitata är en korallart som först beskrevs av James Dwight Dana 1846.  Montipora digitata ingår i släktet Montipora och familjen Acroporidae. IUCN kategoriserar arten globalt som livskraftig. Inga underarter finns listade i Catalogue of Life.